# Lars-Eric Lindblad
Lars-Eric Lindblad (23 de enero de 1927 - 8 de julio de 1994) fue un explorador y empresario sueco-estadounidense, pionero del turismo en muchas partes remotas y exóticas del mundo. Dirigió la primera expedición turística a la Antártida en 1966  en un buque de la marina argentina fletado, y durante muchos años operó su propio buque, el MS Lindblad Explorer en la región.

## Biografía

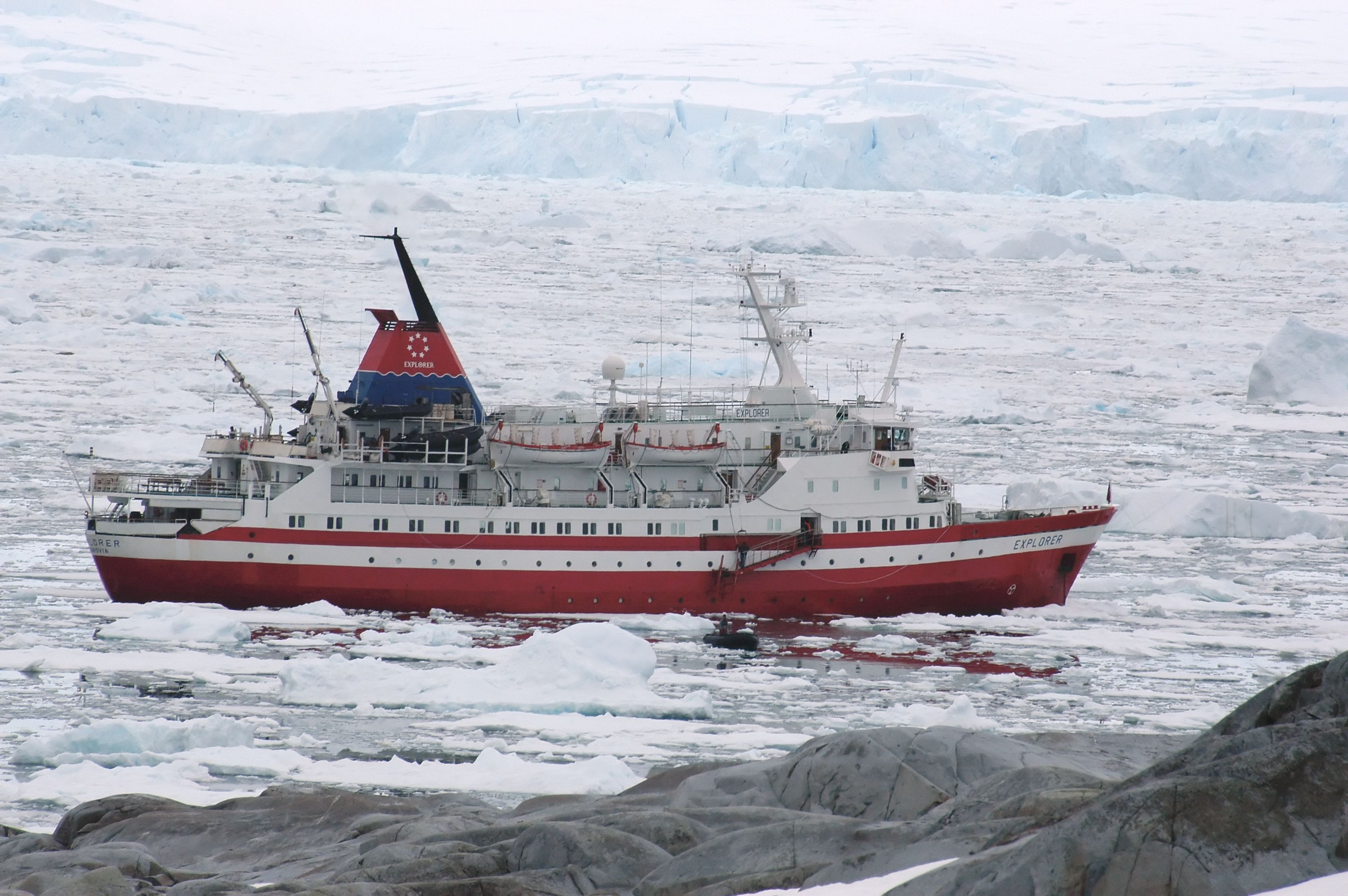
Buque MS Explorer.

Lars-Eric Lindblad nació en 1927 en Solna, al norte de Estocolmo, Suecia. Inmigró a los Estados Unidos en 1951 y más tarde se convirtió en ciudadano estadounidense. Lindblad fue pionero en cruzar el Ártico, la Tierra del Fuego y las Islas Malvinas, aunque también cruzó lugares como las Islas Seychelles y las islas al este de Bali. En 1984 dirigió el primer viaje en un barco turístico a través del Paso del Noroeste desde Terranova sobre el continente americano y vía el Estrecho de Bering hasta Yokohama, Japón. El viaje duró 40 días y recorrió una distancia de 8.920 millas náuticas (16.520 km). La aventura fue cubierta por la mayoría de los medios de comunicación de América del Norte y Europa.
Lindblad fue presidente y director ejecutivo de Lindblad Travel en Westport, Connecticut, durante más de 30 años. La compañía introdujo el turismo en algunas de las partes más exóticas del mundo, incluidos los cruceros a la Antártida, en 1966; a la Isla de Pascua y las Islas Galápagos, en 1967, y a lo largo de la costa de China y Bután en 1978. Muchos de estos lugares no tenían instalaciones para visitantes a fines de la década de 1950 y principios de 1960, cuando Lindblad Travel apenas estaba iniciando sus operaciones. En 1972, uno de los barcos de su compañía, el MS Explorer, encalló en la Antártida. Sus pasajeros, incluido Lars-Eric Lindblad, fueron rescatados por la Armada de Chile.
También fue un destacado ambientalista que creía que el turismo había sido responsable de salvar muchas áreas amenazadas. Al abrir áreas remotas y exóticas del mundo al turismo, se hizo ampliamente reconocido como una figura destacada del ecoturismo. El explorador falleció de un repentino ataque al corazón en 1994 mientras se encontraba de vacaciones en Estocolmo.